# Lîmanivka, Hola Prîstan
Lîmanivka (în ucraineană Лиманівка) este localitatea de reședință a comunei Lîmanivka din raionul Hola Prîstan, regiunea Herson, Ucraina.

## Demografie
Componența lingvistică a localității Lîmanivka
     Ucraineană (92,39%)
     Rusă (5,77%)
     Română (1,57%)
     Alte limbi (0,26%)
Conform recensământului din 2001, majoritatea populației localității Lîmanivka era vorbitoare de ucraineană (92,39%), existând în minoritate și vorbitori de rusă (5,77%) și română (1,57%).